# Oliver Ames
Oliver Ames (Easton, Massachusetts, 4 de fevereiro de 1831 – Easton, 22 de outubro de 1895) foi um empresário, financista e político americano. Era filho de Oakes Ames, um construtor de ferrovias ligado à Union Pacific Railroad, que esteve envolvido no escândalo do Crédit Mobilier of America por ações realizadas enquanto era deputado dos Estados Unidos. Ames foi o executor das propriedades de seu pai e assumiu muitos dos seus interesses comerciais. Um republicano, foi eleito governador de Massachusetts (1887–1890). Ames foi um importante filantropo, especialmente em sua cidade natal, Easton, que foi agraciada por uma série de obras arquitetonicamente significativas do arquiteto Henry Hobson Richardson devido à sua influência.

## Primeiros anos
Oliver Ames era filho de Oakes Ames e Eveline Orville (Gilmore) Ames. Seu pai era dono de uma fábrica de pás, que se tornou o maior negócio desse tipo no país. Ames foi educado nas escolas locais e depois frequentou academias privadas em North Attleborough e Leicester. Trabalhou por um breve período na fábrica da família antes de se matricular na Universidade Brown em 1851. Passou três anos nessa instituição de ensino em um programa personalizado projetado pelo presidente da universidade, Francis Wayland.

## Negócios
Ames então retornou para a atividade familiar, onde aprendeu todas as etapas de seu processo de fabricação e trabalhou como vendedor ambulante. Quando seu avô Oliver morreu em 1863, ele se tornou um parceiro no negócio. Durante a Guerra de Secessão, supervisionou o departamento de produção, introduzindo eficiências nos processos de fabricação e expandiu o negócio. Durante esses anos, seu avô, tio e pai, além de expandirem a fabricação de pás, investiram em ferrovias e em outros ramos industriais.

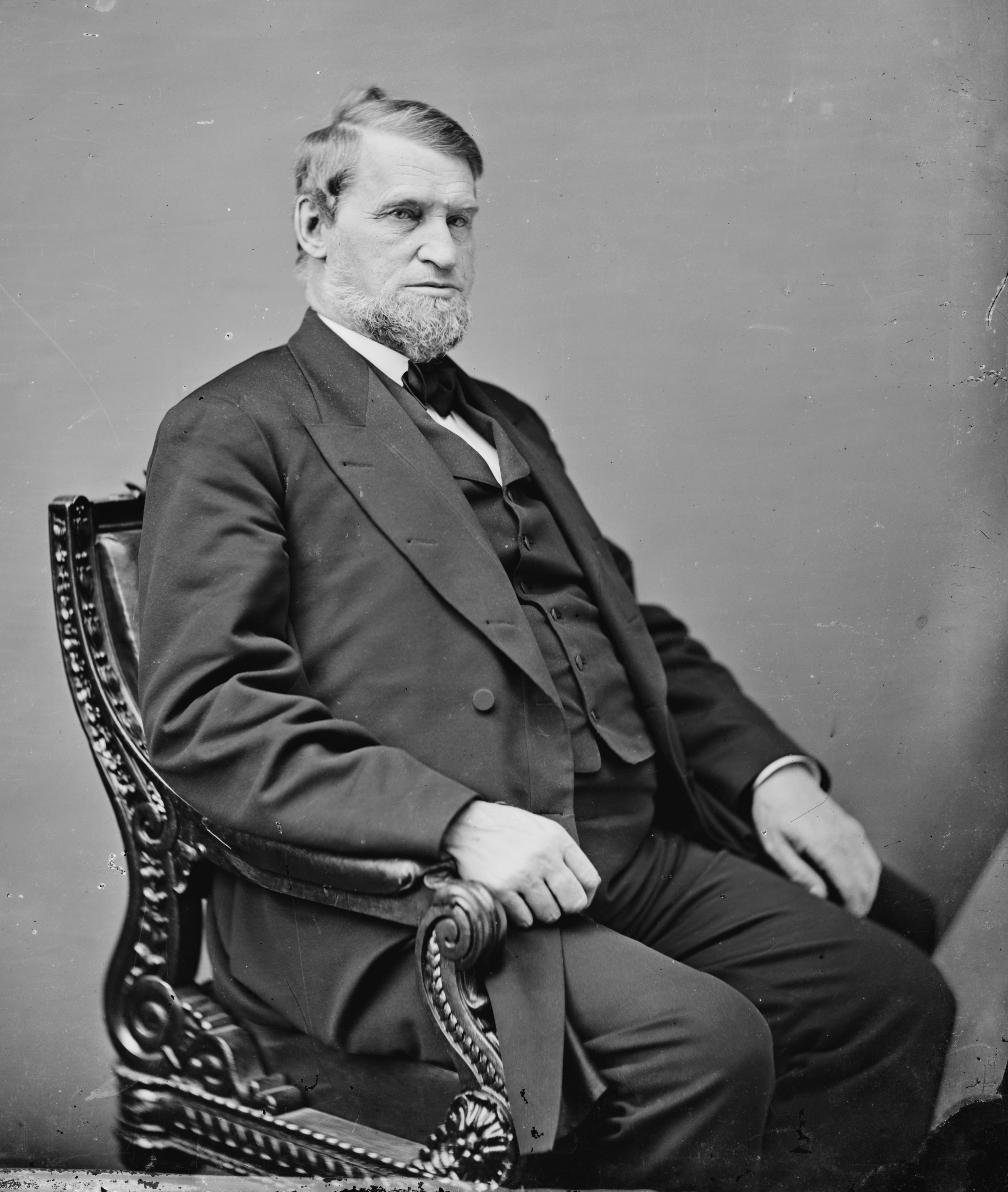
Oakes Ames, retrato por Levin Corbin Handy, entre 1860 e 1875.

O pai e o tio de Ames (também chamado Oliver) eram figuras destacadas na Union Pacific, bem como diretores no Crédit Mobilier of America, uma empresa criada por pessoas com informações privilegiadas da Union Pacific para se beneficiarem dos lucros da construção ferroviária. Oakes Ames, enquanto membro do Congresso na década de 1860, vendeu ações do Crédit Mobilier a outros congressistas, pelo valor nominal, que estava bem abaixo do seu valor de mercado estimado. Quando isto veio à tona em 1872, foi criado um comitê de investigação do Congresso com o objetivo de apurar a influência que tal ato teve sobre a aprovação de leis relacionadas à ferrovia. O escândalo resultou em sua "censura", e ele morreu pouco tempo depois. Ames tornou-se co-executor e herdeiro da fortuna de seu pai, que incluiu uma rede nacional de interesses comerciais, bem como dívidas de 6 a 8 milhões de dólares, a maioria delas relacionadas ao escândalo Union Pacific e Crédit Mobilier. Depois de alguns anos, Ames conseguiu pagar as dívidas, fornecer mais de 1 milhão de dólares em legados e dividir as propriedades entre os herdeiros.

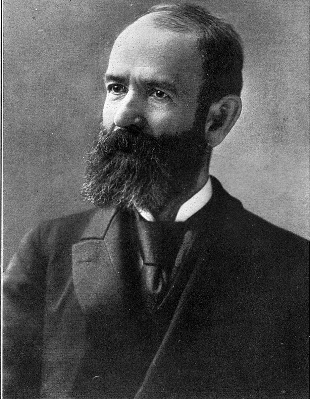
Jay Gould, foto da década de 1880.

O relacionamento da Ames com a Union Pacific (UP) levou ainda anos entre ações judiciais até que tudo se normalizasse. Em 1875, o financista Jay Gould obteve o controle da Union Pacific Railroad, enquanto que um grupo liderado por Ames, denominado "investidores de Boston", manteve o controle do Crédit Mobilier (CM). Esta última empresa estava envolvida em ações judiciais relacionadas ao escândalo, e suas ações eram um componente importante dos bens de Oakes Ames. O único ativo principal da empresa era uma nota de 2 milhões de dólares contra a Union Pacific, e Ames produziu ações judiciais para recuperar esse valor. Jay Gould e a Union Pacific responderam judicialmente, oferecendo aos acionistas do Crédit Mobilier ações equivalentes as da Union Pacific em uma tentativa de obter o controle do Crédit Mobilier. Jay Gould conseguiu que a maioria dos acionistas da Crédit Mobilier, incluindo o tio de Ames, concordasse com o acordo. Ames porém o rejeitou e tornou-se o principal opositor da interferência de Gould na empresa. Gould expulsou com sucesso Ames do conselho do Crédit Mobilier, que (sob o controle de Gould) votou então para interromper seu processo contra a Union Pacific. Ames abriu então uma ação judicial como acionista, e conseguiu forçar o Crédit Mobilier à insolvência em 1879, com ele mesmo como interventor. As discussões judiciais continuaram até 1880, com a maioria dos acionistas vendendo suas ações para Gould por 20 dólares por ação mais custos.
Durante as discussões judiciais envolvendo a Union Pacific, Ames obteve um significativo ganho nos negócios. Na década de 1860, ele adquiriu (por um preço baixo) a participação controladora na Central Branch Union Pacific Railroad, uma ferrovia ainda no papel, separada da Union Pacific, que foi constituída para prestar serviços no Kansas. No final da década de 1870, Ames pessoalmente supervisionou a aquisição dos direitos de passagem e a construção da ferrovia. Vendeu-a para Gould, que estava adquirindo trechos para a formação de uma rede ferroviária transcontinental completa sob o controle da Union Pacific, por 250 dólares cada ação.

## Carreira política
Ames entrou na vida pública com a intenção declarada de resgatar a memória de seu pai. Suas primeiras atividades políticas incluíam tomar parte do Comitê Escolar de Easton e presidir o comitê do Partido Republicano local. Ele decidiu concorrer ao senado estadual em 1879, depois de não conseguir a aprovação da separação da comunidade Martha's Vineyard de Cottage City, onde ele possuía uma casa de verão. Vencida a eleição, Ames conseguiu a incorporação da cidade (agora conhecida como Oak Bluffs). Ele também integrou os comitês que supervisionaram ferrovias e escolas.
Em 1882, Ames recebeu a nomeação republicana para concorrer a vice-governador de Massachusetts, juntamente com o presidente do Senado, Robert R. Bishop. Numa disputa amargamente divisória dominada por questões de corrupção a nível nacional e da temperança a nível local, o democrata Benjamin Butler derrotou Bishop, mas Ames ganhou a disputa. Ames serviu de 1883 a 1886, primeiro no governo de Butler (por um mandato) e depois no de George D. Robinson (por três). Em 1883, o legislativo de Massachusetts aprovou uma resolução exonerando seu pai e convocou o Congresso para reverter a censura imposta a ele. Durante este período, ele também supervisionou a venda pelo estado de seus direitos na New York, New Haven and Hartford Railroad e no Túnel de Hoosac. Foi criticado inicialmente pela venda a preço relativamente baixo (as ações foram vendidas a 1/3 do valor nominal), mas foi visto mais tarde como um bom negócio.

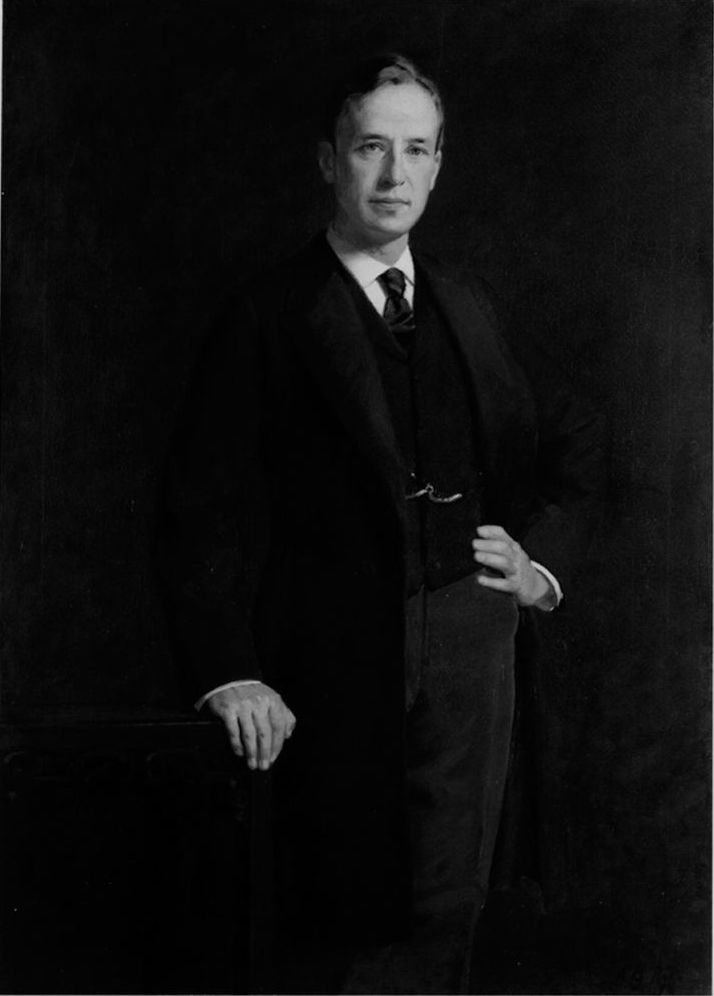
William Russell, retrato por William Morton Jackson Rice

Com o governador Robinson se aposentando em 1886, Ames ganhou a eleição para governador de Massachusetts, e cumpriu três inexpressivos mandatos de um ano casa. Um dos principais problemas políticos em seus dois primeiros anos de governo foi o fato de não ter servido na Guerra Civil Americana. Ames serviu na milícia do estado antes da guerra, alcançando o posto de tenente-coronel, mas renunciou antes da guerra começar. Ames respondeu às críticas ao apontar que havia contratado um substituto para servir em seu lugar e que ele havia apoiado financeiramente o esforço de guerra da União.
Como governador, Ames foi um administrador competente, contratando e promovendo mais com base no mérito do que na política. Defendeu a melhoria das escolas públicas, como forma de fazer frente à qualidade das escolas religiosas privadas. Em seu segundo mandato, doou 1 000 dólares para o Colégio da Santa Cruz, o que irritou os anti-católicos no estado e custou-lhe votos na terceira eleição contra William Russell. Ele era também impopular com os defensores da temperança; embora apoiasse o trabalho da Sociedade da Temperança de Massachusetts, ele se opôs à proibição legislativa do álcool. Uma emenda constitucional estadual que decretou a proibição foi aprovada pelo legislativo em 1889, mas foi rejeitada no referendo requerido que se seguiu. Um projeto para expandir a Casa do Estado de Massachusetts foi aprovado durante seu mandato e ele, em 1889, ajudou a colocar a pedra fundamental de sua nova construção. Em 1887, assinou um projeto de lei que isentava os veteranos militares dos regulamentos do serviço civil recentemente promulgados, ganhando-lhe a ira dos progressistas do estado.
Em 1888, sua saúde começou a enfraquecer, provavelmente devido à tensão do cargo e seus interesses comerciais. Recusou-se a concorrer à reeleição em 1889, continuando uma tradição partidária de governadores de três mandatos. Depois de deixar o cargo, viajou para a Europa várias vezes para relaxar e recuperar a saúde. Morreu em sua casa de North Easton em 1895.

## Família, mecenato e legado
Ames casou-se com Anna Coffin Ray de Nantucket em 1860. O casal teve seis filhos; Oakes Ames (1874–1950), seu filho mais novo, foi um conhecido especialista em botânica e orquídeas. Ele possuía propriedades palacianas em Boston, Martha's Vineyard e North Easton.
Ames foi eleito membro honorário da Fraternidade musical Phi Mu Alpha Sinfonia em 1917, pelo Capítulo Alpha da fraternidade no New England Conservatory of Music em Boston. Ele é o único membro conhecido a receber uma oferenda póstuma.
A instituição de ensino médio público de Easton (do qual ele foi um importante financiador) é chamada de Oliver Ames High School em sua homenagem. Ele também é o homônimo da pequena comunidade de Oliver, Nebraska, e da escuna Governor Ames, uma das maiores embarcações à vela de madeira construídas no século XIX, e a primeira escuna de cinco mastros de oceano na costa atlântica (Ames foi um dos investidores do navio).
Juntamente com o seu primo Frederick Lothrop Ames, Oliver financiou muitos edifícios e paisagens importantes em North Easton, projetadas pelo arquiteto Henry Hobson Richardson e pelo designer de paisagens Frederick Law Olmsted. Notáveis entre estes são o Oakes Ames Memorial Hall e a Ames Free Library, peças centrais do H. H. Richardson Historic District of North Easton, um Marco Histórico Nacional. Ele também foi patrono dos esportes e das artes, possuindo o Booth's Theatre em Nova Iorque e arrecadando fundos para enviar a atletas da Associação de Atletismo de Boston para os Jogos Olímpicos de Verão de 1896.